# Circonscription d'Oriental

Carte de la circonscription.

La circonscription d'Oriental est la circonscription législative marocaine de la région de l'Oriental. Elle est l'une des douze circonscriptions législatives régionales créées après la réforme électorale de 2021. Elle est représentée dans la XIe législature par Fatima El Kchouti, Houria Didi, Ftima Benazza, Fatima Zahra Bata, Farida Khniti, Fatine El Ghali et Latifa Chrif.

## Historique des élections

### Élections de 2021
| Parti       | Parti                                                       | Voix      | %      | Député(s) élus    |  |
| ----------- | ----------------------------------------------------------- | --------- | ------ | ----------------- |  |
|             | Rassemblement national des indépendants                     | 150 905   | 28,40  | Fatine El Ghali   |  |
|             | Parti authenticité et modernité (PAM)                       | 132 117   | 24,87  | Houria Didi       |  |
|             | Parti de l'Istiqlal (PI)                                    | 94 009    | 17,69  | Ftima Benazza     |  |
|             | Union socialiste des forces populaires (USFP)               | 36 791    | 6,92   | Latifa Chrif      |  |
|             | Mouvement populaire (MP)                                    | 37 002    | 6,96   | Fatima El Kchouti |  |
|             | Parti du progrès et du socialisme (PPS)                     | 29 616    | 5,57   | Farida Khniti     |  |
|             | Parti de la justice et du développement (PJD)               | 15 579    | 2,93   | Fatima Zahra Bata |  |
|             | Union constitutionnelle (UC)                                | 9 220     | 1,74   |                   |  |
|             | Parti socialiste unifié (PSU)                               | 4 903     | 0,92   |                   |  |
|             | Front des forces démocratiques (FFD)                        | 4 676     | 0,88   |                   |  |
|             | Parti des Néo-Démocrates (PND)                              | 3 144     | 0,59   |                   |  |
|             | Alliance de la fédération de gauche (AGD)                   | 2 725     | 0,51   |                   |  |
|             | Parti de l'Espoir (PE)                                      | 2 368     | 0,45   |                   |  |
|             | Mouvement démocratique et social (MDS)                      | 2 285     | 0,43   |                   |  |
|             | Parti de l'environnement et du développement durable (PEDD) | 1 112     | 0,21   |                   |  |
|             | Parti de l'unité et de la démocratie (PUD)                  | 973       | 0,18   |                   |  |
|             | Parti vert marocain (PVM)                                   | 933       | 0,18   |                   |  |
|             | Parti de la renaissance et de la vertu (PRV)                | 855       | 0,16   |                   |  |
|             | Parti de la renaissance (PAN)                               | 447       | 0,08   |                   |  |
|             | Parti de l'équité (PRE)                                     | 368       | 0,07   |                   |  |
|             | Parti démocratique de l'indépendance (PDI)                  | 353       | 0,07   |                   |  |
|             | Parti travailliste (PT)                                     | 271       | 0,05   |                   |  |
|             | Parti de la liberté et de la justice sociale (PLJS)         | 262       | 0,05   |                   |  |
|             | Parti marocain libéral (PML)                                | 186       | 0,04   |                   |  |
|             | Parti de la société démocratique (PSD)                      | 173       | 0,03   |                   |  |
|             | Union marocaine pour la démocratie (UMD)                    | 42        | 0,01   |                   |  |
|             |                                                             |           |        |                   |  |
| Inscrits    | Inscrits                                                    | 1 135 774 | 100,00 |                   |  |
| Abstentions | Abstentions                                                 | 604 459   | 53,22  |                   |  |
| Exprimés    | Exprimés                                                    | 531 315   | 46,78  |                   |  |